# Belgium és Franciaország középkori harangtornyai

Belgium és Franciaország középkori harangtornyai

Belgium és Franciaország középkori harangtornyainak páratlan együttese együtt került fel az UNESCO világörökség listájára, mint a történelmi Flandria és a szomédos régiók területén annak a feudális és vallási befolyáson felülemelkedő polgári függetlenségnek építészeti jelképei, amely bizonyos fokú demokráciához vezetett a középkori és kora újkori Európában.
1999-ben Flandria és Vallónia 32 tornya került fel a listára, ezt követte 2005-ben Gembloux harangtornya a Vallon-régióból és a Franciaország északkeleti részében fekvő Nord-Pas-de-Calais és Pikárdia tartományok 23 harangtornya. Csak néhány torony áll szabadon, nem épülethez kapcsolva. A brüsszeli Városháza harangtornyát kihagyták a listából, hiszen az, mint a Grand-Place része, már korábban felkerült.

## Belgium

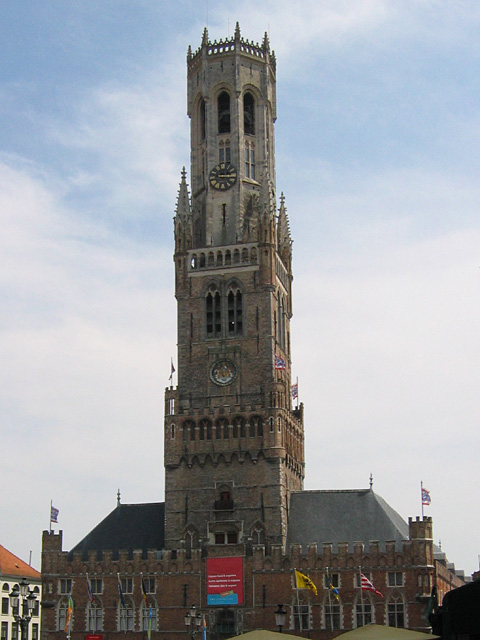
Brugge

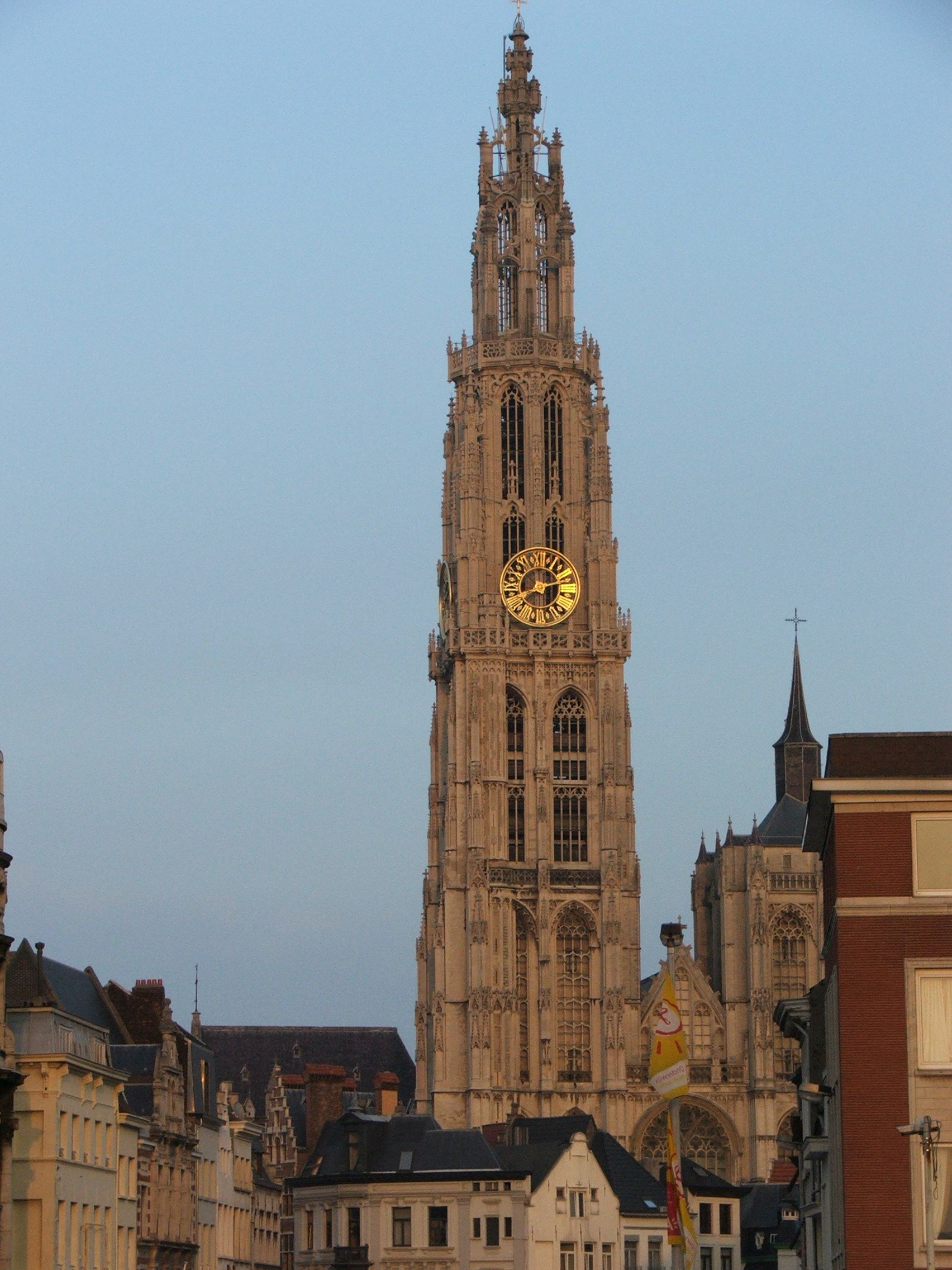
Miasszonyunk-katedrális, Antwerpen

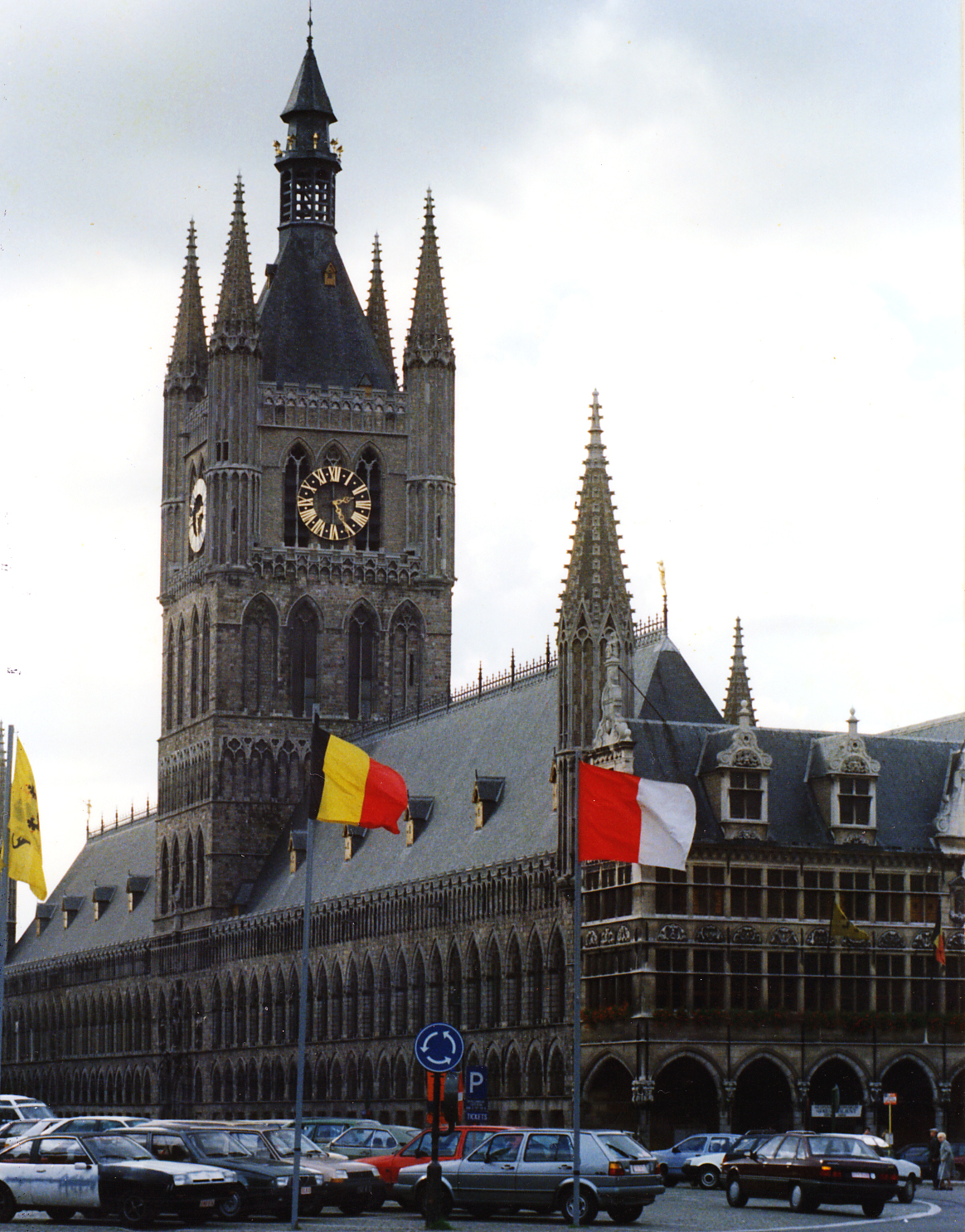
Posztóház, Ypres

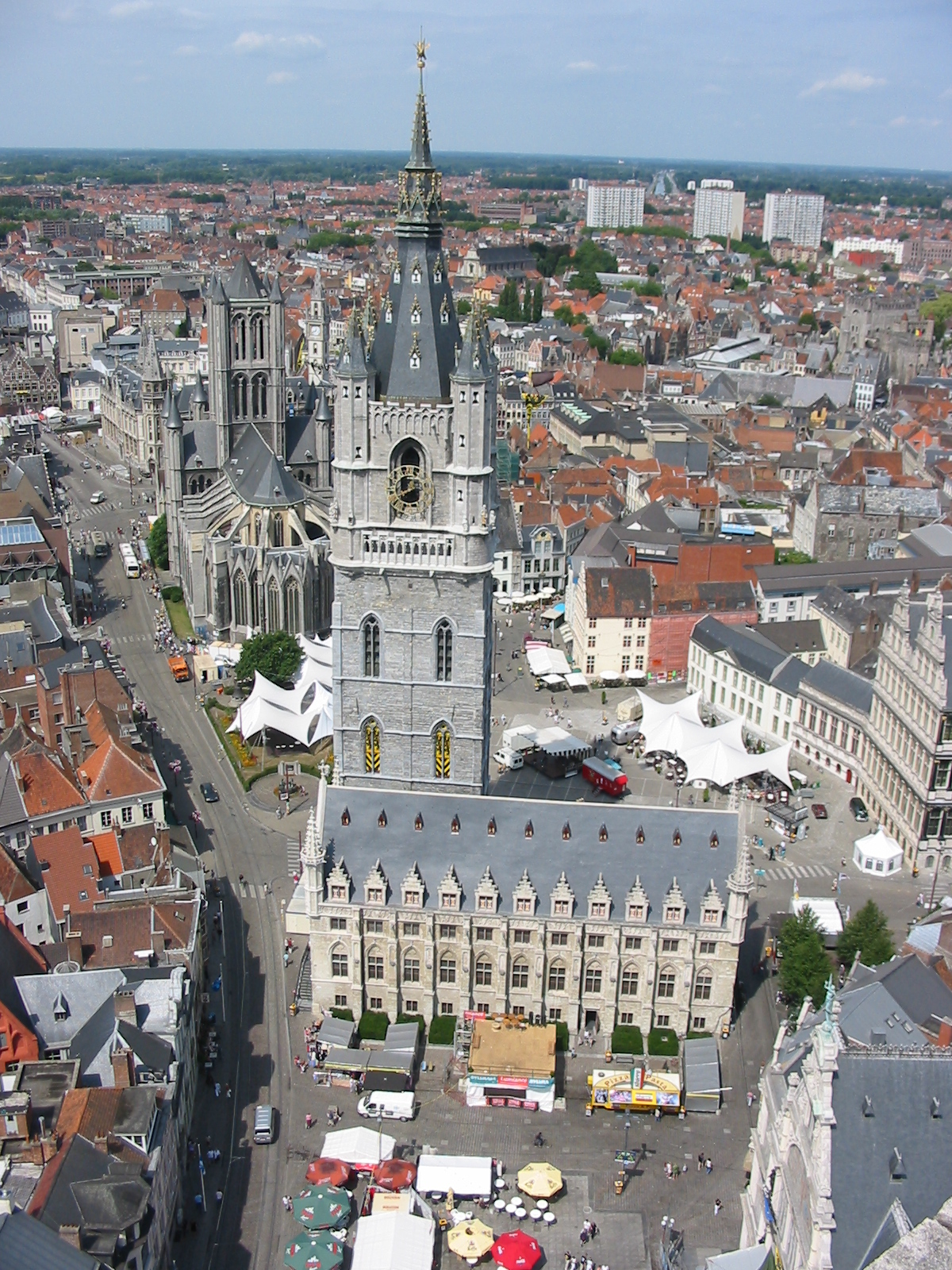
Harangtorony, Ghent

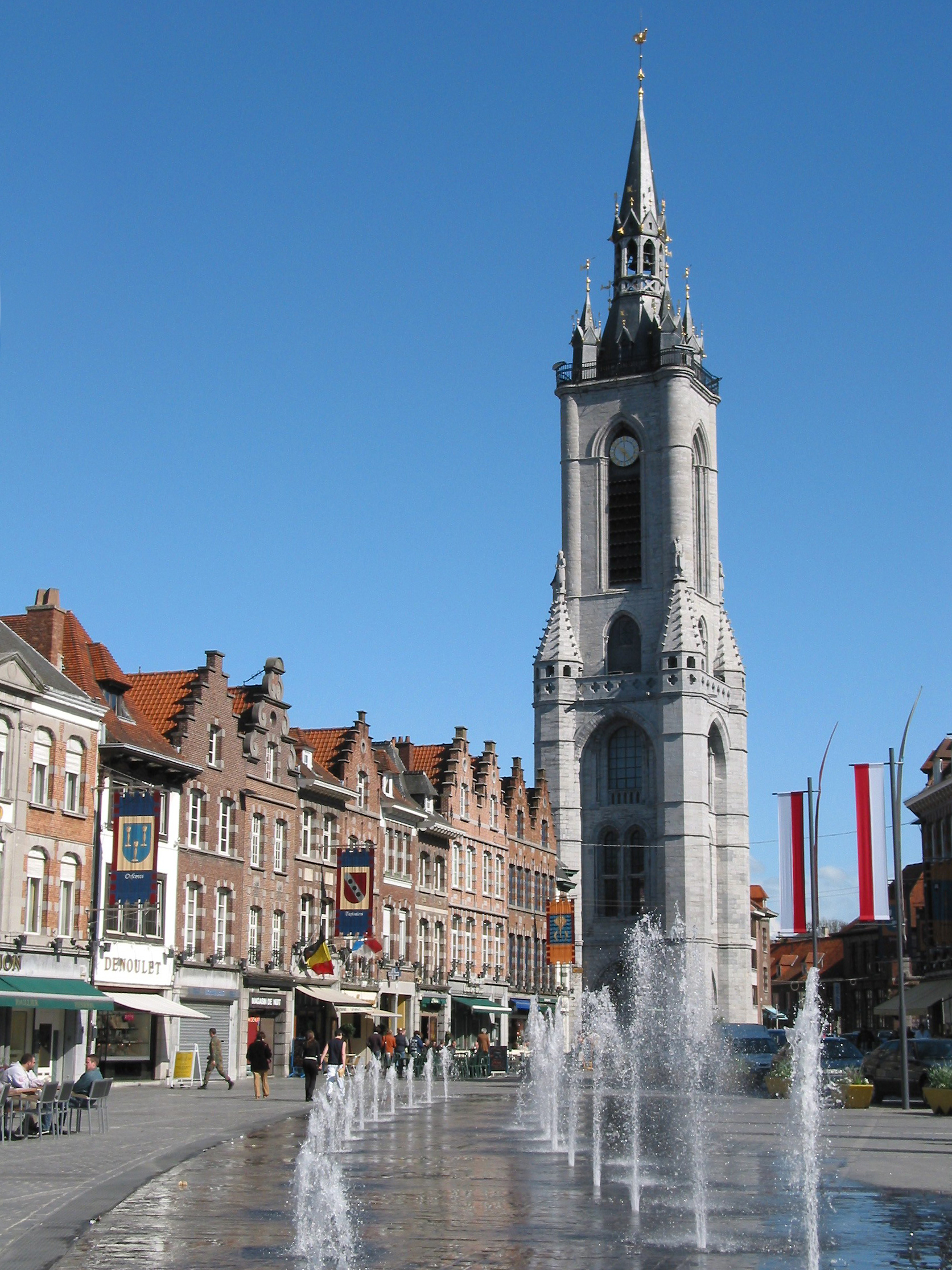
Harangtorony, Tournai

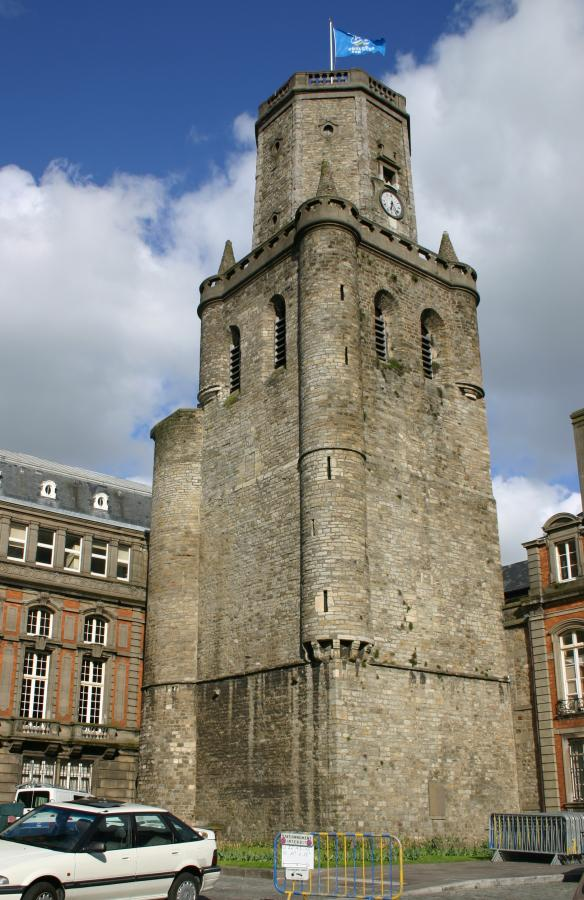
Boulogne-sur-Mer

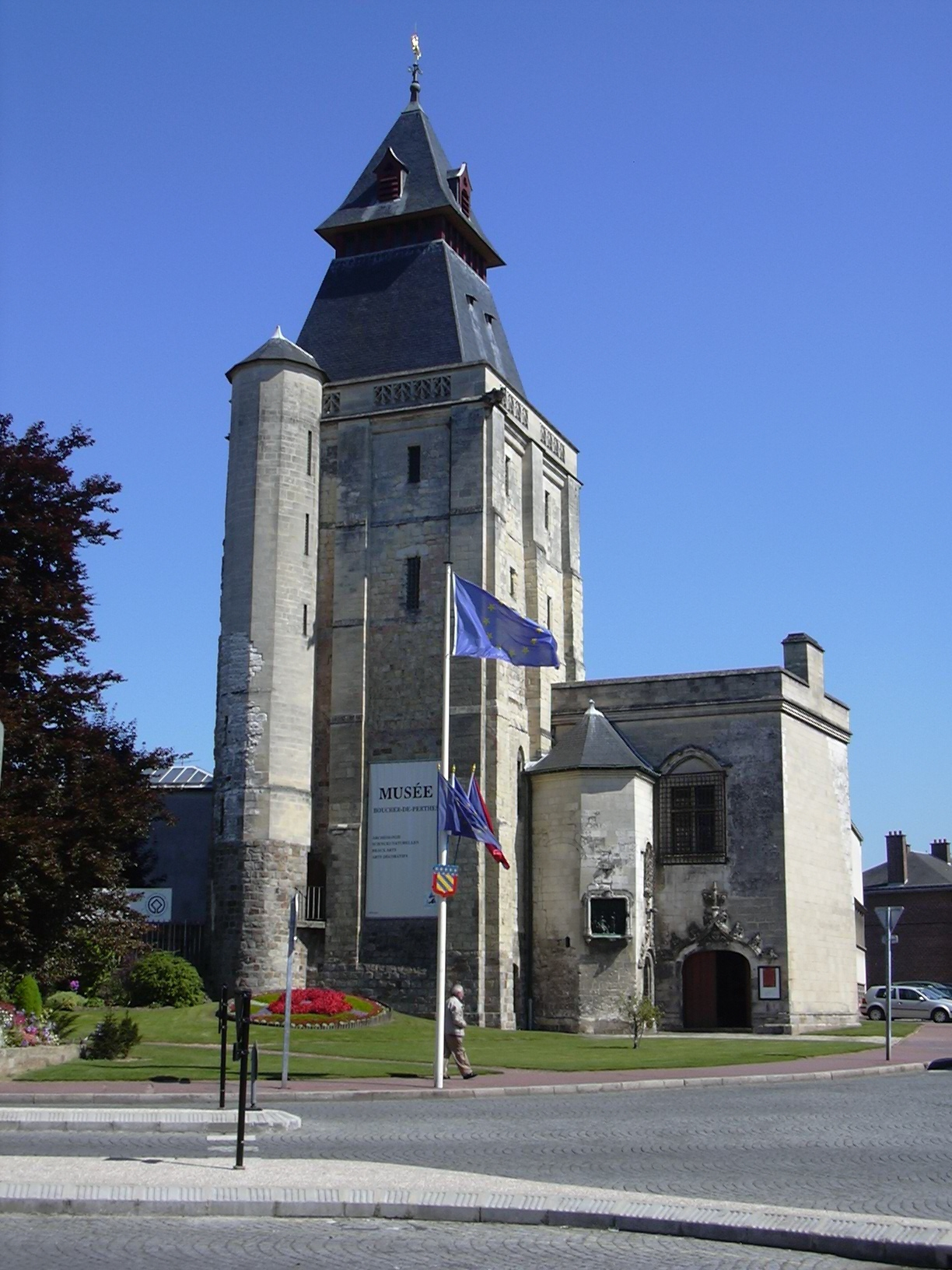
Abbeville

### Flandria

#### Antwerpen
- Antwerpen: Miasszonyunk-katedrális
- Antwerpen: Városháza
- Herentals: A régi Város- és Posztóház
- Lier: Városháza és harangtorony
- Mechelen: a Szent Rumbold-katedrális tornya, illetve a városháza és a harangtorony épülete
- Mechelen: a régi Posztóház a harangtoronnyal, legrégebbi része ma Városháza

#### Nyugat-Flandria
- Brugge: a Halletoren (Csarnoktorony) néven ismert harangtorony és a Piaccsarnok
- Diksmuide: a Városháza és a harangtorony
- Kortrijk: a Halletoren néven ismert harangtorony
- Lo-Reninge (Lo): a régi Városháza a harangtoronnyal, napjainkban szálloda
- Menen: a Városháza és a szomszédos harangtorony
- Nieuwpoort: Stadshalle (Városi Piaccsarnok) néven ismert Gabonacsarnok a harangtoronnyal
- Roeselare: a Városháza, a Piaccsarnok és harangtorony
- Tielt: a Hallentoren néven ismert harangtorony, a Posztóház és a városi tanácstagok hivatala
- Veurne: a Veurne-Ambacht vicomte-ok régi városi székhelye, ismert nevén Landhuis (szó szerint: országház) és harangtorony
- Ypres: a Posztóház a harangtoronnyal

#### Kelet-Flandria
- Aalst (Kelet-Flandria): a városi tanácsosok háza a harangtoronnyal
- Dendermonde: Városháza a harangtoronnyal
- Eeklo: Városháza a harangtoronnyal
- Gent: harangtorony, Posztóház és Mammelokker (valószínűleg: 'Allurer of breasts' (?))
- Oudenaarde: a Városháza a harangtoronnyal

#### Flamand-Brabant
- Leuven: Szent Péter-templom és torony
- Tienen: Szent Germanus-templom a Stadstoren-nel (Várostorony)
- Zoutleeuw: Szent Leonárd-templom

#### Limburg
- Sint-Truiden: a Városháza a toronnyal
- Tongeren: Miasszonyunk-székesegyház a Stadstoren-nel

### Vallónia

#### Hainaut
- Binche: a Városháza harangtornya
- Charleroi: a Városháza harangtornya
- Mons: harangtorony
- Thuin: harangtorony
- Tournai: harangtorony

#### Namur
- Gembloux: harangtorony
- Namur: harangtorony

## Franciaország

### Nord-Pas de Calais

#### Nord
- Armentières: a Városháza harangtornya
- Bailleul: a Városháza harangtornya
- Bergues: harangtorony
- Cambrai: a Szent Márton-templom harangtornya
- Comines: a Városháza harangtornya
- Douai: a Városháza harangtornya
- Dunkerque: a Városháza harangtornya
- Dunkerque: a Szent-Eligiusz-templom harangtornya
- Gravelines: harangtorony
- Lille: a Városháza harangtornya
- Loos: a Városháza harangtornya

#### Pas-de-Calais
- Aire-sur-la-Lys: a Városháza harangtornya
- Arras: a Városháza harangtornya
- Béthune: harangtorony
- Boulogne-sur-Mer: a Városháza harangtornya
- Calais: a Városháza harangtornya
- Hesdin a Városháza harangtornya

### Pikárdia

#### Somme
- Abbeville: harangtorony
- Amiens: harangtorony
- Doullens: a régi Elöljáróság Háza a harangtoronnyal, ma turisztikai információs központ
- Lucheux: a fennmaradt városkapu harangtornya
- Rue: harangtorony
- Saint-Riquier: harangtorony

## Fordítás
- Ez a szócikk részben vagy egészben a Belfries of Belgium and France című angol Wikipédia-szócikk fordításán alapul.  Az eredeti cikk szerkesztőit annak laptörténete sorolja fel. Ez a jelzés csupán a megfogalmazás eredetét és a szerzői jogokat jelzi, nem szolgál a cikkben szereplő információk forrásmegjelöléseként.